# マハチ・ムルタザリエフ
マハチ・ムルタザリエフ (Makhach Murtazaliev、1984年6月4日-)は、ロシアのレスリング選手。2004年アテネオリンピックレスリングフリースタイル66kg級の銅メダリストである。ダゲスタン共和国出身。

## 実績
- オリンピック
  - 2004年アテネオリンピック　銅メダル
- 世界選手権
  - 優勝　2005年
- ヨーロッパ選手権
  - 優勝　2004、2006年